# Aleksei Frosin
Aleksei Mihailovici Frosin (în rusă Алексей Михайлович Фросин; n. 14 februarie 1978, Moscova, RSFS Rusă, URSS) este un scrimer rus specializat pe sabie.
Primul sport său a fost fotbalul. S-a apucat de scrimă în copilărie, după ce antrenorul de sabie Aleksandr Filatov a făcut o demonstrație la școala sa; acesta trăia în același bloc cu familia sa. El s-a pregătit la clubul „Certanovskaia” din Moscova. În anul 1997 a obținut medalia de aur la Campionatul Mondial pentru juniori.
S-a alăturat lotului național de seniori în 1998. Împreună cu Serghei Șarikov și Stanislav Pozdniakov a fost laureat cu aur pe echipe la Jocurile Olimpice din 2000 de la Sydney, după ce Rusia a trecut de Franța în finală. Pentru acest rezultat a fost numit maestru emerit al sportului. Cu echipa Rusiei a fost și triplu campion mondial (în 2001, 2002 și 2005) și cvintuplu campion european (în 2000, 2001, 2002, 2003 și 2008). La individual a fost laureat cu bronz la Campionatul Mondial din 2006 de la Torino și campion european în 1997.
După ce s-a retras din activitate competițională în anul 2008 a devenit antrenor. În prezent pregătește echipele naționale de rezervă masculin și feminină.

## Legături externe
- ru  Prezentare la Federația Rusă de Scrimă
- en Aleksei Frosin la Olympedia.org